# 神戸市立有野小学校
神戸市立有野小学校（こうべしりつありのしょうがっこう）は、兵庫県神戸市北区にある市立の小学校である。

## 沿革

### 年表
- 1873年(明治6年) - 堀越・五社・切畑・西尾・柳谷五か村に中尾小学校[注 1]を、岡場・結馬・馬場・田尾寺・上二郎五か村が田尾寺に啓緒小学校[注 2]を創立[1]。
- 1875年(明治8年) 11月3日[2] - 中尾・啓緒両校を統合し、有野2379の地に有野小学校として開校[3]。
- 1882年(明治15年) - 初等科、中等科、高等科を置く[3]。
- 1884年(明治17年)9月[4] - 高等科廃止[3]。
- 1885年(明治18年)6月29日[4] - 中等科廃止[3]。
- 1887年(明治20年) - 有野村立有野尋常小学校に改称[3]。
- 1893年(明治26年) - 初めて校長が就任[3]。
- 1900年(明治33年)12月20日 - 老朽化のため新校舎に移転。[5]。
- 1901年(明治34年) - 補習科を廃止し、高等科を設置。同時に有野尋常高等小学校に改称[3]。
- 1920年(大正9年)4月 - 校内に有野農業補修学校が設置される[6]。
- 1922年(大正11年) - 校舎を一部改築[3]。
- 1924年(大正13年)6月 - 校内に電灯を設置[3]。
- 1926年(大正15年)4月 - 校内の有野農業補修学校に有野青年訓練所が併設される[6]。
- 1931年(昭和6年) - 校舎を全面改築[3]。
- 1935年(昭和10年)4月 - 有野農業補修学校および有野青年訓練所が廃止され、校内に有野村立青年学校が設置される[7]。
- 1941年(昭和16年)4月 - 有野国民学校に改称。有野幼稚園が併設される[8]。
- 1943年(昭和18年)4月 - 三田町に甲北青年学校が設立され、有野村立青年学校は合併され、甲北青年学校有野分教場となる[注 3][7]。
- 1947年(昭和22年)
  - 3月1日 - 有野村が神戸市と合併し、設置者が神戸市となる。
  - 3月 - 甲北青年学校が廃止。同時に有野分教場も廃止される[7]。
  - 4月1日 - 学制改革に伴い神戸市立有野小学校に改称。神戸市立有馬中学校が設立され、有野小学校校舎を仮校舎として使用[8]。
- 1949年(昭和24年)9月 - 有馬中学校に新校舎が完成し、仮校舎としての有野小学校校舎は使用終了[8]。
- 1957年(昭和32年) - 防火水槽を兼ねたプールを設置[8]。
- 1963年(昭和38年) - 特別学級を設置[8]。
- 1970年(昭和45年)8月 - 有野台分校が完成、翌9月に始業式[8]。
- 1971年(昭和46年)4月 - 有野台分校が神戸市立有野台小学校として分離[9]。
- 1986年(昭和61年)4月 - 現在地に新校舎が完成し移転[8]。
- 1990年(平成2年)4月 - 神戸市立西山小学校を分離。
- 1992年(平成4年)4月 - 神戸市立藤原台小学校を分離。

## 教育目標
校訓
- 強く・清く・高く

めざす子どもの姿
- がんばりぬく子 思いやりのある子 進んで学ぶ子

努力目標
- 互いにかかわり合い、主体的に学ぶ子どもの育成

## 校歌
１　大空にそびえて立てる　六甲のやまふところの気はすみて
ゆたけき里に生い立ちし　有野健児よ強く立て
２　師のめぐみ友のよしみを力にて　学びの道をひとすじに
はげむ心は川の名の　有野健児よ清くあれ
３　日にはえて黄金輝くみこの田の　穂波に浮かぶ学び舎に
ひびく足音なりわたり　有野健児の意気高し

## 年間行事
- 4月 離任式、着任式、始業式、入学式、家庭訪問、一年生を迎える会、授業参観、懇談会
- 5月 春の校外学習、土曜参観、運動会
- 6月 自然学校
- 7月 個別懇談会、終業式
- 8月 夏休み
- 9月 始業式
- 10月 秋の校外学習、修学旅行
- 11月 ミュージックフェスタ
- 12月 個別懇談会、終業式、冬休み
- 1月 始業式、全校書初展
- 2月 授業参観
- 3月 6年生を送る会、卒業式、終業式、春休み

## 委員会活動・クラブ活動
パソコンクラブや家庭科クラブ、科学委実験クラブ、ベースフット(ベースボールとフットボール)クラブなどがあります。

## 通学区域と進学先中学校
いずれも神戸市北区に属する。
- 神戸市立有野中学校
  - 有野町有野[注 4]、有野中町1丁目、八多町（藤原台団地）、藤原台北町1 - 4丁目、藤原台中町1 - 6丁目・8丁目
- 神戸市立有野北中学校
  - 有野町有野[注 5][注 6]、有野町二郎[注 6]、有野中町2 - 4丁目、藤原台北町6丁目

## 校区内の主な施設
- 神戸電鉄三田線岡場駅
- 神戸電鉄三田線五社駅
- 神戸電鉄三田線田尾寺駅
- エコール・リラ ショッピングセンター
- イオン藤原台店
- ステップガーデン藤原台
- 信金中央金庫神戸センター
- 神戸市立有野中学校
- 神戸市立有野北中学校
- 神戸市立有野幼稚園
- 六甲藤原台幼稚園
- つきかげ保育園
- 有馬警察署
- 神戸市北神区役所
- 神戸市立北神図書館
- 蒲池公園

## 交通
- 神戸電鉄三田線岡場駅より徒歩10分

## 通学区域が隣接している学校
- 神戸市立道場小学校
- 神戸市立義務教育学校八多学園
- 神戸市立西山小学校
- 神戸市立藤原台小学校
- 神戸市立唐櫃小学校
- 神戸市立有馬小学校
- 神戸市立ありの台小学校
- 西宮市立山口小学校